# Ал-Паральо
Ал-Паральо́ (кат. El Perelló, вимова літературною каталанською [əł pəɾə'ʎo]) — муніципалітет, розташований в Автономній області Каталонія, в Іспанії. Код муніципалітету за номенклатурою Інституту статистики Каталонії — 431042. Знаходиться у районі (кумарці) Баш-Ебра (коди району — 09 та BB) провінції Таррагона, згідно з новою адміністративною реформою перебуватиме у складі Ебрської баґарії (округи). 

## Назва муніципалітету
Назва муніципалітету походить від кат. pera — «груша» та зменшувальних суфіксів -ell та -ó.

## Населення
Населення міста (у 2007 р.) становить 2.895 осіб (з них менше 14 років — 11,3%, від 15 до 64 — 66%, понад 65 років — 22,7%). У 2006 р. народжуваність склала 23 особи, смертність — 25 осіб, зареєстровано 8 шлюбів. У 2001 р. активне населення становило 918 осіб, з них безробітних — 107 осіб.

Серед осіб, які проживали на території міста у 2001 р., 1.927 народилися в Каталонії (з них 1.759 осіб у тому самому районі, або кумарці), 86 осіб приїхало з інших областей Іспанії, а 215 осіб приїхало з-за кордону. 

Вищу освіту має 6,1% усього населення. 

У 2001 р. нараховувалося 817 домогосподарств (з них 21,7% складалися з однієї особи, 31% з двох осіб,17,7% з 3 осіб, 17,7% з 4 осіб, 7,6% з 5 осіб, 3,3% з 6 осіб, 0,7% з 7 осіб, 0,2% з 8 осіб і 0% з 9 і більше осіб).

Активне населення міста у 2001 р. працювало у таких сферах діяльності : у сільському господарстві — 19,1%, у промисловості — 12,5%, на будівництві — 24,2% і у сфері обслуговування — 44,3%. 

 У муніципалітеті або у власному районі (кумарці) працює 576 осіб, поза районом — 425 осіб.

### Безробіття
У 2007 р. нараховувався 51 безробітний (у 2006 р. — 60 безробітних), з них чоловіки становили 49%, а жінки — 51%.

## Економіка

### Підприємства міста

#### Промислові підприємства
| \| Промислові підприємства міста, за сферою діяльності \| Промислові підприємства міста, за сферою діяльності \| Промислові підприємства міста, за сферою діяльності \| \| Рік \| 2002 р. \| 2001 р. \| \| --------------------------------------------------- \| --------------------------------------------------- \| --------------------------------------------------- \| \| Енергетичні та водні ресурси \| 14,3% \| 14,3% \| \| Хімія та метали \| 4,8% \| 4,8% \| \| Переробка металів \| 28,6% \| 23,8% \| \| Продукти харчування \| 38,1% \| 42,9% \| \| Текстиль \| 0% \| 0% \| \| Виробництво меблів, видання \| 14,3% \| 14,3% \| \| Інше \| 0% \| 0% \| \| Усього підприємств \| 21 \| 21 \| |         |         |
| Промислові підприємства міста, за сферою діяльності |         |         |
| Рік | 2002 р. | 2001 р. |
| Енергетичні та водні ресурси | 14,3%   | 14,3%   |
| Хімія та метали | 4,8%    | 4,8%    |
| Переробка металів | 28,6%   | 23,8%   |
| Продукти харчування | 38,1%   | 42,9%   |
| Текстиль | 0%      | 0%      |
| Виробництво меблів, видання | 14,3%   | 14,3%   |
| Інше | 0%      | 0%      |
| Усього підприємств | 21      | 21      |

#### Роздрібна торгівля
| \| Підприємства роздрібної торгівлі міста, за сферою діяльності \| Підприємства роздрібної торгівлі міста, за сферою діяльності \| Підприємства роздрібної торгівлі міста, за сферою діяльності \| \| Рік \| 2002 р. \| 2001 р. \| \| ------------------------------------------------------------ \| ------------------------------------------------------------ \| ------------------------------------------------------------ \| \| Продукти харчування \| 48,9% \| 52,1% \| \| Одяг та взуття \| 11,1% \| 8,3% \| \| Товари для дому \| 15,6% \| 16,7% \| \| Книги та періодичні видання \| 0% \| 0% \| \| Промислова хімічна продукція \| 4,4% \| 4,2% \| \| Продукція, пов'язана з транспортними засобами \| 0% \| 0% \| \| Інше \| 20% \| 18,8% \| \| Усього підприємств \| 45 \| 48 \| |         |         |
| Підприємства роздрібної торгівлі міста, за сферою діяльності |         |         |
| Рік | 2002 р. | 2001 р. |
| Продукти харчування | 48,9%   | 52,1%   |
| Одяг та взуття | 11,1%   | 8,3%    |
| Товари для дому | 15,6%   | 16,7%   |
| Книги та періодичні видання | 0%      | 0%      |
| Промислова хімічна продукція | 4,4%    | 4,2%    |
| Продукція, пов'язана з транспортними засобами | 0%      | 0%      |
| Інше | 20%     | 18,8%   |
| Усього підприємств | 45      | 48      |

#### Сфера послуг
| \| Підприємства міста, що працюють у сфері послуг, за діяльністю \| Підприємства міста, що працюють у сфері послуг, за діяльністю \| Підприємства міста, що працюють у сфері послуг, за діяльністю \| \| Рік \| 2002 р. \| 2001 р. \| \| ------------------------------------------------------------- \| ------------------------------------------------------------- \| ------------------------------------------------------------- \| \| Гуртова торгівля \| 18,3% \| 17,2% \| \| Готелі та готельний бізнес \| 16,1% \| 17,2% \| \| Транспорт та зв'язок \| 19,4% \| 18,3% \| \| Посередницькі фінансові послуги \| 3,2% \| 3,2% \| \| Послуги підприємствам \| 5,4% \| 4,3% \| \| Послуги фізичним особам \| 33,3% \| 35,5% \| \| Нерухомість та ін. \| 4,3% \| 4,3% \| \| Усього підприємств \| 93 \| 93 \| |         |         |
| Підприємства міста, що працюють у сфері послуг, за діяльністю |         |         |
| Рік | 2002 р. | 2001 р. |
| Гуртова торгівля | 18,3%   | 17,2%   |
| Готелі та готельний бізнес | 16,1%   | 17,2%   |
| Транспорт та зв'язок | 19,4%   | 18,3%   |
| Посередницькі фінансові послуги | 3,2%    | 3,2%    |
| Послуги підприємствам | 5,4%    | 4,3%    |
| Послуги фізичним особам | 33,3%   | 35,5%   |
| Нерухомість та ін. | 4,3%    | 4,3%    |
| Усього підприємств | 93      | 93      |

## Житловий фонд
У 2001 р. 10,2% усіх родин (домогосподарств) мали житло метражем до 59 м2, 37,7% — від 60 до 89 м2, 31% — від 90 до 119 м2 і
21,2% — понад 120 м2.

З усіх будівель у 2001 р. 41,2% було одноповерховими, 51,4% — двоповерховими, 6,4
% — триповерховими, 0,5% — чотириповерховими, 0,4% — п'ятиповерховими, 0% — шестиповерховими,
0% — семиповерховими, 0% — з вісьмома та більше поверхами.

## Автопарк
| \| Автомобілі, зареєстровані у місті, за призначенням \| Автомобілі, зареєстровані у місті, за призначенням \| Автомобілі, зареєстровані у місті, за призначенням \| \| Рік \| 2006 р. \| 2005 р. \| \| -------------------------------------------------- \| -------------------------------------------------- \| -------------------------------------------------- \| \| Приватні автомобілі \| 52,2% \| 51,8% \| \| Мотоцикли \| 8,9% \| 8,9% \| \| Вантажівки \| 33,9% \| 34,6% \| \| Трактори \| 0,7% \| 0,8% \| \| Автобуси та ін. \| 4,3% \| 3,9% \| \| Усього автомобілів \| 2.671 шт. \| 2.571 шт. \| |           |           |
| Автомобілі, зареєстровані у місті, за призначенням |           |           |
| Рік | 2006 р.   | 2005 р.   |
| Приватні автомобілі | 52,2%     | 51,8%     |
| Мотоцикли | 8,9%      | 8,9%      |
| Вантажівки | 33,9%     | 34,6%     |
| Трактори | 0,7%      | 0,8%      |
| Автобуси та ін. | 4,3%      | 3,9%      |
| Усього автомобілів | 2.671 шт. | 2.571 шт. |

## Вживання каталанської мови
У 2001 р. каталанську мову у місті розуміли 94,6% усього населення (у 1996 р. — 98,6%), вміли говорити нею 89,4% (у 1996 р. — 
95,6%), вміли читати 85,1% (у 1996 р. — 86,9%), вміли писати 43,3
% (у 1996 р. — 36,8%). Не розуміли каталанської мови 5,4%.

## Політичні уподобання
У виборах до Парламенту Каталонії у 2006 р. взяло участь 1.202 особи (у 2003 р. — 1.338 осіб). Голоси за політичні сили розподілилися таким чином:
| \| Вибори до Парламенту Каталонії \| Вибори до Парламенту Каталонії \| Вибори до Парламенту Каталонії \| \| Рік \| 2006 р. \| 2003 р. \| \| -------------------------------------- \| ------------------------------ \| ------------------------------ \| \| Конвергенція та Єднання (CiU) \| 36,8% \| 39,4% \| \| Соціалістична партія Каталонії (PSC) \| 27,2% \| 27,5% \| \| Народна партія (PP) \| 1,2% \| 1,9% \| \| Ініціатива за Каталонію — Зелені (ICV) \| 7,3% \| 2,7% \| \| Республіканська лівиця Каталонії (ERC) \| 26,5% \| 27,4% \| \| Громадяни — Громадянська партія (C's) \| 0,1% \| 0% \| \| Інші \| 1% \| 1% \| |         |         |
| Вибори до Парламенту Каталонії |         |         |
| Рік | 2006 р. | 2003 р. |
| Конвергенція та Єднання (CiU) | 36,8%   | 39,4%   |
| Соціалістична партія Каталонії (PSC) | 27,2%   | 27,5%   |
| Народна партія (PP) | 1,2%    | 1,9%    |
| Ініціатива за Каталонію — Зелені (ICV) | 7,3%    | 2,7%    |
| Республіканська лівиця Каталонії (ERC) | 26,5%   | 27,4%   |
| Громадяни — Громадянська партія (C's) | 0,1%    | 0%      |
| Інші | 1%      | 1%      |

У муніципальних виборах у 2007 р. взяло участь 1.610 осіб (у 2003 р. — 1.495 осіб). Голоси за політичні сили розподілилися таким чином:
| \| Муніципальні вибори \| Муніципальні вибори \| Муніципальні вибори \| \| Рік \| 2007 р. \| 2003 р. \| \| -------------------------------------- \| ------------------- \| ------------------- \| \| Конвергенція та Єднання (CiU) \| 45,8% \| 52,6% \| \| Соціалістична партія Каталонії (PSC) \| 33,4% \| 30,8% \| \| Народна партія (PP) \| 0% \| 0% \| \| Ініціатива за Каталонію — Зелені (ICV) \| 0% \| 0% \| \| Республіканська лівиця Каталонії (ERC) \| 20,7% \| 16,7% \| \| Громадяни — Громадянська партія (C's) \| 0% \| 0% \| \| Інші \| 0% \| 0% \| |         |         |
| Муніципальні вибори |         |         |
| Рік | 2007 р. | 2003 р. |
| Конвергенція та Єднання (CiU) | 45,8%   | 52,6%   |
| Соціалістична партія Каталонії (PSC) | 33,4%   | 30,8%   |
| Народна партія (PP) | 0%      | 0%      |
| Ініціатива за Каталонію — Зелені (ICV) | 0%      | 0%      |
| Республіканська лівиця Каталонії (ERC) | 20,7%   | 16,7%   |
| Громадяни — Громадянська партія (C's) | 0%      | 0%      |
| Інші | 0%      | 0%      |